# Белоножка
Белоно́жка (лат. Enicurus scouleri) — вид воробьиных птиц из семейства мухоловковых. Видовое латинское название дано в честь шотландского натуралиста Джона Скулера (1804—1871).
Вид распространён в следующих странах: Афганистан, Бангладеш, Бутан, Китай, Индия, Казахстан, Мьянма, Непал, Пакистан, Таджикистан, Тайвань и Вьетнам. Его природными местами обитания являются субтропические или тропические влажные низменные леса и субтропические или тропические влажные горные леса.
Длина тела 13—14 см, хвоста около 5 см. Половой диморфизм отсутствует. Чёрно-белое оперение. Верх головы чёрный с белым лбом. Белая полоса на крыльях проходит через нижнюю часть спины. Слегка раздвоенный, короткий хвост с белыми внешними перьями. Горло чёрное, низ и лапы белые.
Живут одиночно или в парах. Птица держится вблизи горных ручьёв, водопадов и небольших затенённых лесных водоёмов. Она постоянно подёргивает хвостом, иногда погружается под воду. Питается водными беспозвоночными. Обитает в Гималаях на высоте от 1200 до 3700 метров над уровнем моря. В зимний период спускается до высоты около 300 м. Гнёзда устраивает в углублениях и расщелинах скал. Часто вход в гнездо скрыт за водопадом. В кладке обычно 3—4 белых с красноватыми крапинками яйца.